# Bosnië en Herzegovina en de Europese Unie
De toetreding van Bosnië en Herzegovina tot de Europese Unie kent nog veel economische en politieke problemen. Het land heeft echter langzaam maar zeker vorderingen gemaakt, onder andere een verbeterde samenwerking met het Joegoslavië-tribunaal in Den Haag.
Onderhandeling over de stabilisatie- en associatieovereenkomst - de eerste stap voor volwaardig lidmaatschap - begonnen in 2005 en zouden aanvankelijk tot eind 2007 duren. De onderhandelingen liepen echter vertraging op door onenigheid over politiehervormingen die de EU wilde centraliseren in plaats van elke regio zijn eigen politiemacht. Na de doorvoering van de hervorming werd het verdrag uiteindelijk op 16 juni 2008 ondertekend.
Javier Solana wees erop dat Bosnië en Herzegovina in de lente van 2009 wellicht een kandidaat-lid kan worden. Hervormingen die in het Prudverdrag worden beloofd kunnen het land voorbereiden op het halen van de criteria voor toetreding tot de EU. Op 15 februari 2016 diende Bosnië en Herzegovina een aanvraag tot het lidmaatschap in.
In 2022 herhaalde de Europese Raad dat het land een 14-tal kernprioriteiten diende uit te voeren als conditie voor het verlenen van de kandidaat-status en het beginnen van de toetredingsonderhandelingen, maar op 13 december 2022 werd de kandidaat-status dan toch gegeven. Hoofdreden was een gelijke behandeling met Oekraïne en Moldavië die de gebruikelijke procedure niet hoefden te doorlopen. 
Op de Europese top van 21 maart 2024 beslisten de Europese leiders dat de toetredingsgesprekken in principe gestart kunnen worden, onder voorwaarde dat er eerst nog een aantal hervormingen worden doorgevoerd.

## Onderhandelingen
| Gemeenschapsrecht                                             | Screening begonnen    | Screening voltooid | Hoofdstuk geopend | Hoofdstuk afgesloten |
| ------------------------------------------------------------- | --------------------- | ------------------ | ----------------- | -------------------- |
| 1. Vrij verkeer van goederen                                  | –                     | –                  | –                 | –                    |
| 2. Vrij verkeer van werknemers                                | –                     | –                  | –                 | –                    |
| 3. Recht van vestiging en vrije dienstverrichting             | –                     | –                  | –                 | –                    |
| 4. Vrij verkeer van kapitaal                                  | –                     | –                  | –                 | –                    |
| 5. Overheidsopdrachten                                        | –                     | –                  | –                 | –                    |
| 6. Vennootschapsrecht                                         | –                     | –                  | –                 | –                    |
| 7. Wet inzake intellectuele eigendom                          | –                     | –                  | –                 | –                    |
| 8. Concurrentiebeleid                                         | –                     | –                  | –                 | –                    |
| 9. Financiële diensten                                        | –                     | –                  | –                 | –                    |
| 10. Informatiemaatschappij en media                           | –                     | –                  | –                 | –                    |
| 11. Landbouw                                                  | –                     | –                  | –                 | –                    |
| 12. Voedselveiligheid, veterinair en fytosanitair beleid      | –                     | –                  | –                 | –                    |
| 13. Visserij                                                  | –                     | –                  | –                 | –                    |
| 14. Vervoersbeleid                                            | –                     | –                  | –                 | –                    |
| 15. Energie                                                   | –                     | –                  | –                 | –                    |
| 16. Belasting                                                 | –                     | –                  | –                 | –                    |
| 17. Economisch en monetair beleid                             | –                     | –                  | –                 | –                    |
| 18. Statistiek                                                | –                     | –                  | –                 | –                    |
| 19. Sociaal beleid en werkgelegenheid                         | –                     | –                  | –                 | –                    |
| 20. Ondernemings- & industriebeleid                           | –                     | –                  | –                 | –                    |
| 21. Trans-Europese Netwerken                                  | –                     | –                  | –                 | –                    |
| 22. Regionaal beleid en coördinatie van structuurinstrumenten | –                     | –                  | –                 | –                    |
| 23. Rechterlijke macht en fundamentele rechten                | –                     | –                  | –                 | −                    |
| 24. Justitie, vrijheid en veiligheid                          | –                     | –                  | –                 | –                    |
| 25. Wetenschap en onderzoek                                   | –                     | –                  | –                 | –                    |
| 26. Onderwijs en cultuur                                      | –                     | –                  | –                 | –                    |
| 27. Milieu                                                    | –                     | –                  | –                 | –                    |
| 28. Bescherming consumenten en volksgezondheid                | –                     | –                  | –                 | –                    |
| 29. Douane-unie                                               | –                     | –                  | –                 | –                    |
| 30. Buitenlandse betrekkingen                                 | –                     | –                  | –                 | –                    |
| 31. Buitenlands, veiligheids- en defensiebeleid               | –                     | –                  | –                 | –                    |
| 32. Financiële controle                                       | –                     | –                  | –                 | –                    |
| 33. Financiële en budgettaire bepalingen                      | –                     | –                  | –                 | –                    |
| 34. Instellingen                                              | Niets om aan te nemen | –                  | –                 | –                    |
| 35. Andere kwesties                                           | Niets om aan te nemen | –                  | –                 | –                    |
| Voortgang                                                     | 0 van de 33           | 0 van de 33        | 0 van de 33       | 0 van de 33          |

Oprichting:

1957: ondertekening Verdrag van Rome door:
België · Frankrijk · Bondsrepubliek Duitsland · Nederland · Luxemburg · Italië

1958: oprichting Europese Economische Gemeenschap

Uitbreidingen:

1973: Denemarken · Ierland · Verenigd Koninkrijk

1981: Griekenland

1986: Portugal · Spanje

1995: Finland · Oostenrijk · Zweden

2004: Cyprus · Estland · Hongarije · Letland · Litouwen · Malta · Polen · Slovenië · Slowakije · Tsjechië

2007: Bulgarije · Roemenië

2013: Kroatië

Kandidaat-lidstaten:

Albanië · Bosnië en Herzegovina · Georgië · Moldavië · Montenegro · Oekraïne · Noord-Macedonië · Servië · Turkije

Potentiële lidstaten:

Kosovo 

Staten die hun aanvraag introkken:

IJsland · Liechtenstein · Noorwegen · Zwitserland
Overige Europese staten:

Armenië · Azerbeidzjan · Wit-Rusland · Rusland
Uitgetreden staten:

2020: Verenigd Koninkrijk